# NGC 4785
NGC 4785 is een spiraalvormig sterrenstelsel in het sterrenbeeld Centaur. Het hemelobject werd op 1 maart 1835 ontdekt door de Britse astronoom John Herschel.

## Synoniemen
- ESO 219-4
- IRAS 12506-4828
- PGC 43791